# Мандрабилла (метеорит)
Мандрабилла (англ. Mundrabilla) — железный метеорит общим весом более 22 тонн из Австралии.

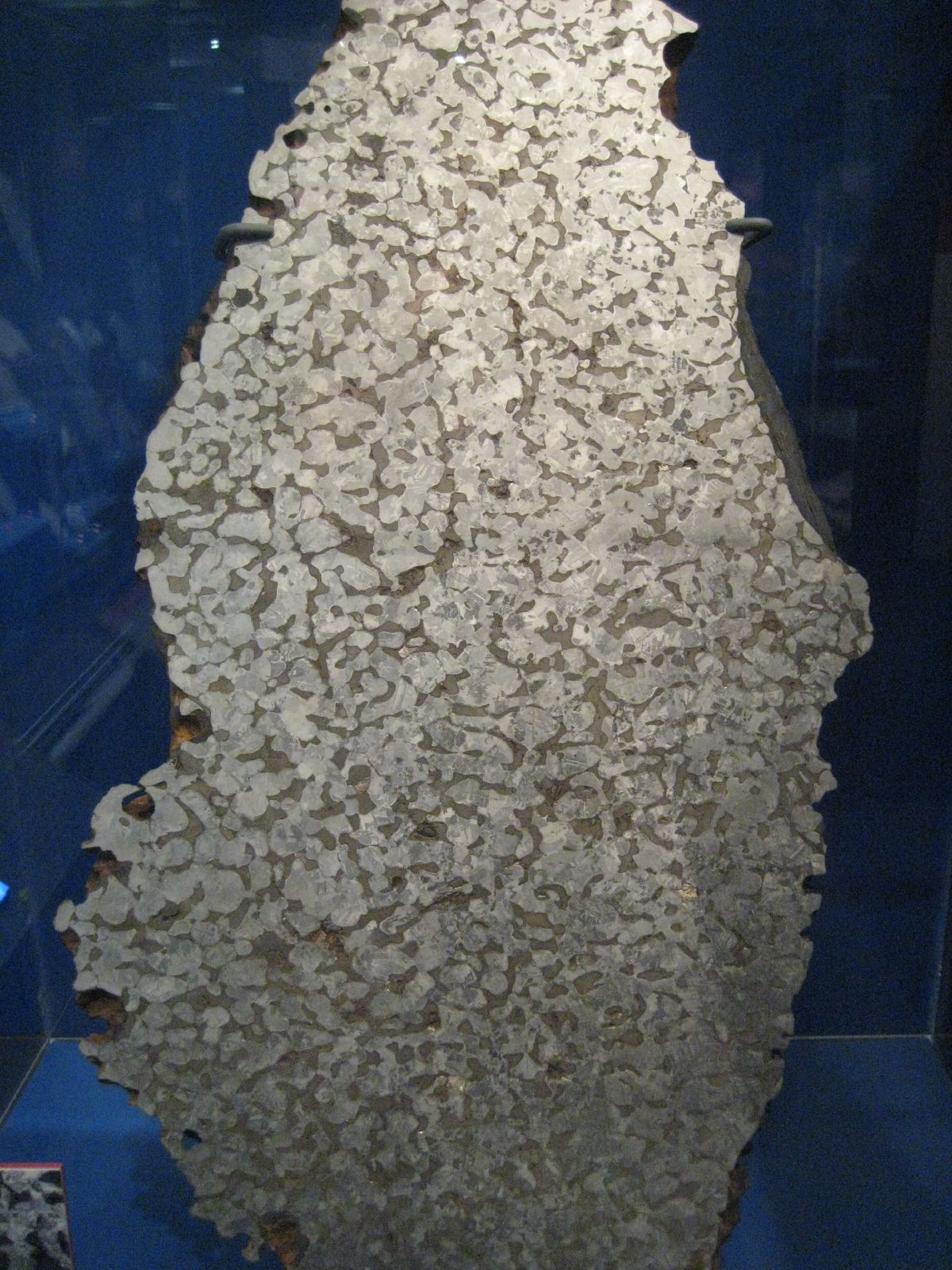
Mundrabilla

## Состав
Химический состав: 92 % железо, 7,72 % никель. Был найден в Западной Австралии в 1911 году, упал предположительно несколько миллионов лет назад.
В железном метеорите Мундрабилла и в редком урейлитном метеорите GRA 95205, найденном в Антарктиде, учёные впервые обнаружили природные сверхпроводящие материалы.